# Кольер, Джефф
Джеффри Уильям Кольер (англ. Jeffrey William Colyer; род. 3 июня 1960 года) — американский хирург и политик, вице-губернатор штата Канзас с 2011 по 2018 гг., губернатор Канзаса с 2018 по 2019 гг. Член Республиканской партии.
В 1981 г. он окончил Джорджтаунский университет, изучал международные отношения в колледже Клэр Холл Кембриджского университета (1982 г.). В 1986 г. Кольер получил степень доктора медицины в Университете Канзаса, позднее был сотрудником в Белом доме. С 1994 г. он вел медицинскую практику в Оверленд-Парке. В 2002 г. безуспешно баллотировался в Палату представителей США. С 2007 по 2009 гг. входил в Палату представителей Канзаса, а с 2009 по 2011 гг. — в Сенат штата.